# Watchmen (televisieserie)
Watchmen is een Amerikaanse actie- dramaserie uit 2019 van HBO, gebaseerd op de gelijknamige striproman van Alan Moore (schrijver) en Dave Gibbons (tekenaar), gepubliceerd door DC Comics. De serie is ontwikkeld door Damon Lindelof, die tevens ook verantwoordelijk was als scenarioschrijver en uitvoerend producent.

## Verhaal
De serie speelt zich af in een alternatieve hedendaagse realiteit in de Verenigde Staten, waarin gemaskerde superhelden en burgerwachten zijn verboden vanwege hun gewelddadige methoden. Maar sommige van hen zijn samengekomen om een revolutie te veroorzaken, terwijl anderen proberen hen te stoppen.

## Rolverdeling
| Hoofdrollen           | Hoofdrollen                  |
| Acteur                | Personage                    |
| --------------------- | ---------------------------- |
| Regina King           | Angela Abar / Sister Night   |
| Don Johnson           | Judd Crawford                |
| Tim Blake Nelson      | Wade Tillman / Looking Glass |
| Yahya Abdul-Mateen II | Calvin "Cal" Abar            |
| Andrew Howard         | Red Scare                    |
| Tom Mison             | Mr. Phillips / Game Warden   |
| Jeremy Irons          | Adrian Veidt                 |
| Sara Vickers          | Ms. Crookshanks              |
| Louis Gossett jr.     | Will Reeves                  |
| Jean Smart            | Laurie Blake                 |
| Terugkeerde rollen    |                              |
| James Wolk            | Joe Keene                    |
| Frances Fisher        | Jane Crawford                |
| Jessica Camacho       | Pirate Jenny                 |
| Adelyn Spoon          | Emma Abar                    |
| Lily Rose Smith       | Rosie Abar                   |
| Hong Chau             | Lady Trieu                   |
| Steven G. Nortfleet   | O.B. Williams                |
| Alexis Louder         | Ruth Williams                |
| Jolie Hoang-Rappaport | Bian                         |

## Afleveringen
| Nr. | Titel                                      | Regie               | Scenario                            | Datum uitzending |
| --- | ------------------------------------------ | ------------------- | ----------------------------------- | ---------------- |
| 1   | It's Summer and We're Running Out of Ice   | Nicole Kassell      | Damon Lindelof                      | 20 oktober 2019  |
| 2   | Martial Feats of Comanche Horsemanship     | Nicole Kassell      | Damon Lindelof & Nick Cuse          | 27 oktober 2019  |
| 3   | She Was Killed by Space Junk               | Stephen Williams    | Damon Lindelof & Lila Byock         | 3 november 2019  |
| 4   | If You Don't Like My Story, Write Your Own | Andrij Parekh       | Damon Lindelof & Christal Henry     | 10 november 2019 |
| 5   | Little Fear of Lightning                   | Steph Green         | Damon Lindelof & Carly Wray         | 17 november 2019 |
| 6   | This Extraordinary Being                   | Stephen Williams    | Damon Lindelof & Cord Jefferson     | 24 november 2019 |
| 7   | An Almost Religious Awe                    | Daid Semel          | Stacy Osei-Kuffour & Claire Kiechel | 1 december 2019  |
| 8   | A God Walks into Abar                      | Nicole Kassell      | Jeff Jensen & Damon Lindelof        | 8 december 2019  |
| 9   | See How They Fly                           | Frederick E.O. Toye | Nick Cuse & Damon Lindelof          | 15 december 2019 |